# Casal dels Montoliu
Casal dels Montoliu, o Castell de Morell, és un gran casal del municipi del Morell declarat bé cultural d'interès nacional. L'actual edifici correspon a una edificació de nova planta de finals del segle xviii, edificat més al sud del lloc original del primer castell (presumiblement construït a la fi del segle xii, i al voltant del qual van anar sorgint les primeres cases). Actualment l'edifici és la seu de l'Ajuntament d'El Morell.

## Descripció
La casa o castell de Montoliu és un edifici amb planta quadrada, de grans proporcions. Està ubicada presidint el turó del poble.
L'edifici té, per tant, una situació excel·lent i encara es poden observar les restes de l'antic castell que varen construir els Montserrat. Darrere l'edifici es troba un jardí d'estil romàntic, força abandonat. Aquest jardí és el fruit d'una ampliació del segle xix que es va fer a l'edifici.
La façana principal del castell dona a la plaça i s'hi accedeix mitjançant unes escales. Aquesta façana reflecteix un planta baixa amb arc rebaixat i dues finestres a banda i banda. El segon pis presenta triple balconada, la porta de la qual està emmarcada amb carreus com els de les cantonades de la casa, damunt del balcó central es pot observar l'escut heràldic dels Montoliu.
Les golfes tenen tres finestres que guarden la simetria de tot el conjunt de la façana, que està rematada per una cornisa amb decoració de perletes.
El conjunt és força senzill, però cal destacar els esgrafiats de la façana que avui només són ombres i que representen, dins quadrats, cavallers. També hi ha ornamentació floral damunt les finestres i les portes.
Dins el castell hi ha sales amb força interès per la seva decoració amb pintura al fresc de temes florals i restes de mobiliari.

## Història
L'origen del primitiu castell se situa a finals del segle xii, amb relació a la repoblació encapçalada per Berenguer dels Prats i la seva muller Dolça. El senyoriu fou format el 1173. Aquest edifici, a mitjans del segle xviii, es trobava en ruïnes, i el 1769, després d'un plet centenari, Plàcid de Montoliu pren possessió de la senyoria del Morell i mana derruir-lo.
La construcció del castell és de l'any 1778 en temps de Plàcid de Montoliu i de Bru - va ser Diputat a les Corts de Cadis i regidor de l'Ajuntament de Tarragona- qui fou l'únic membre de la família que gaudí del patrimoni, donat que l'any 1835, van decretar la supressió dels senyorius.
El 7 de setembre, Josepa de Montserrat i el mestre de cases Carles Morera pactaren la construcció del castell que havia de substituir l'antic, bastit per ordre de Francesc de Montserrat el 1650.
El 8 de desembre de 1793 i el 9 de març de 1794 el mestre de cases Francesc Miralles i Sorts contractà amb els senyors l'ampliació de la casa que s'havia d'allargar 6,80m. cap al jardí.
Restaurat per Arquitectura i Habitatge i l'Ajuntament acabant-se les obres el mes de febrer de 1994. Actualment (2013) acull l'Alcaldia, la secretaria, la sala d'actes, la sala de recepcions, la biblioteca.